# アウト・ザ・ブルー
「アウト・ザ・ブルー」(Out the Blue)は、1973年に発表されたジョン・レノン個人名義第3弾アルバム『マインド・ゲームス』に収録された楽曲。
直訳すると「なんの前触れもなく」。歌詞にはオノ・ヨーコとインディカ・ギャラリーでの運命的な出会いに至るまでとそれ以降のジョンの人生が綴られていたからどうやら妻オノ・ヨーコへの感謝を綴ったものといえる。
収録アルバムが発売された頃丁度『失われた週末』がスタートしていた。そのため発表された当初はジョンの心情の空しさ・出だしの暗さから物悲しく聞こえていたという。